# سلو ساناتوریا آلکینو
سلو ساناتوریا آلکینو (انگلیسی: Selo sanatoriya Alkino) یک شهرک در شهرستان چیشمینسکی در استان باشقیرستان کشور روسیه است.